# Alba de Tormes
Alba de Tormes település Spanyolországban, Salamanca tartományban. Alba de Tormes Encinas de Arriba, Martinamor, Valdemierque, Terradillos, Villagonzalo de Tormes, Garcihernández, Aldeaseca de Alba, Navales és Éjeme községekkel határos. Lakosainak száma 5122 fő (2024).

## Népesség
A település népessége az elmúlt években az alábbi módon változott:
| Lakosok száma | 4852 | 4844 | 5134 | 5331 | 5382 | 5341 | 5198 | 5186 | 5092 | 5122 |
|               | 2001 | 2004 | 2007 | 2009 | 2012 | 2014 | 2017 | 2019 | 2022 | 2024 |